# Eugenie Baird

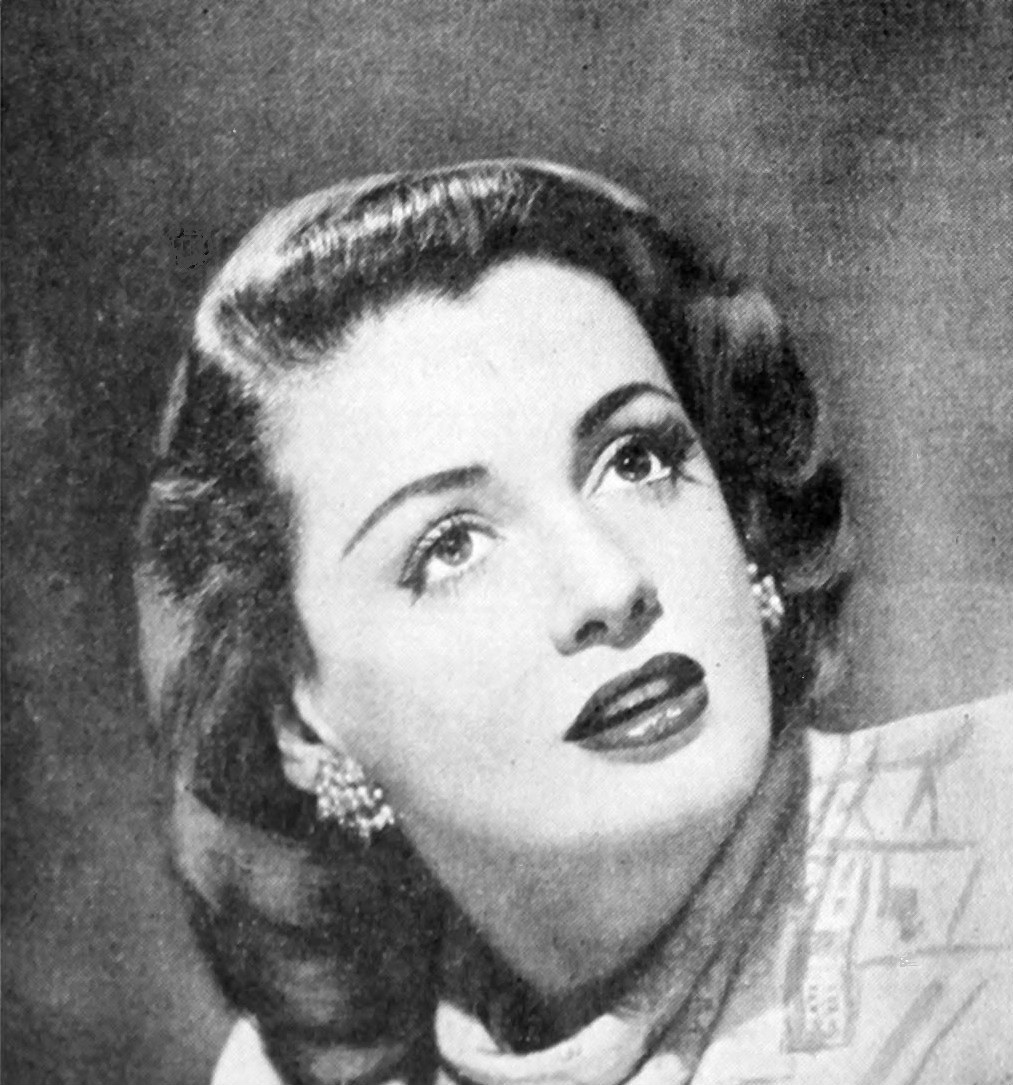
Eugenie Baird

Eugenie Baird (* 18. September 1924 als Eugenie Mead; † 12. Juni 1988) war eine amerikanische Sängerin der Jazz- und Unterhaltungsmusik.
Baird sang beim 1943/4 Casa Loma Orchestra, aber auch mit Spike Jones, Mel Tormé, Louis Armstrong, Tony Pastor und mit Cab Calloway (1949). Sie trat 1944/5 in der Radioshow („Kraft Music Show“ bei NBC) von Bing Crosby auf, später auch in der Fernsehshow von Ed Sullivan. 1943 war sie an dem Spielfilm „The Sky's the Limit“ beteiligt, wo sie durch das Glen Gray Orchestra begleitet wurde (My Shining Hour). Sie war die erste Sängerin des Casa Loma Orchesters.
Als Sängerin trat sie in dem Broadway-Stück „Angel in the Wings“ (Broadway, 1947/8) auf. 1958 spielte sie das Album „Eugenie Baird sings - Duke's Boys play Ellington“ (Fresh Sound) mit Musikern wie Ben Webster ein.
Später war sie als Jingle-Sängerin erfolgreich und heiratete den Vorstandsvorsitzenden des Schreibmaschinenherstellers SCM Corporation.